# Economia da República Dominicana
A República Dominicana durante muito tempo foi vista principalmente como exportadora de açúcar  porém nos últimos anos o setor de serviços superou a agricultura como principal empregador do país, devido ao crescimento das telecomunicações, do turismo e das zonas de livre comércio. O país caracteriza-se por estar em vias de desenvolvimento, com uma receita financeira média-baixa pelos padrões do Banco Mundial. A economia do país é muito dependente dos Estados Unidos, destino de mais da metade das exportações.
Ainda que o setor dos serviços tenha superado a agricultura como principal criador de emprego (devido, sobretudo, ao crescimento da indústria do turismo e às Zonas Francas), a agricultura mantém-se como o setor mais importante a nível do consumo economico , estando em segundo lugar (depois da extração mineira) em termos de exportação. O turismo gera receitas de mais de US$ 1000 milhões por ano. As remessas de dominicanos que vivem nos Estados Unidos estimam-se em US$ 1500 milhões por ano.

## Comércio exterior
Em 2020, o país foi o 87º maior exportador do mundo (US $ 10,6 bilhões, 0,1% do total mundial). Na soma de bens e serviços exportados, chega a US $ 20,5 bilhões, ficando em 76º lugar mundial. Já nas importações, em 2019, foi o 78º maior importador do mundo: US $ 18,2 bilhões.

## Setor primário

### Agricultura

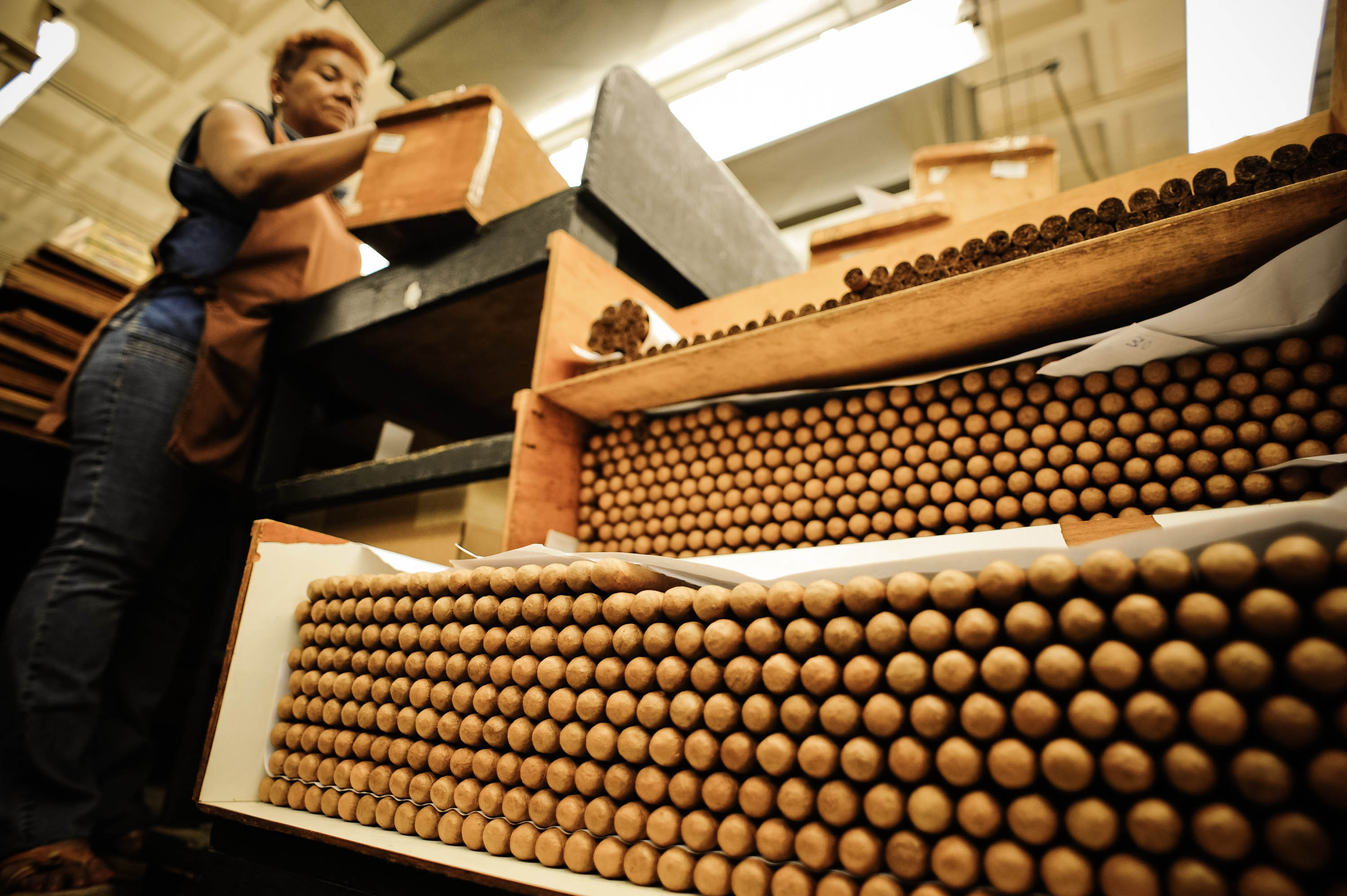
Charutos são o principal produto de exportação de origem agropecuária do país

A República Dominicana é um dos 5 maiores produtores mundiais de mamão e abacate, e um dos 10 maiores produtores de cacau.
A República Dominicana produziu, em 2018:
- 5,8 milhões de toneladas de cana-de-açúcar;
- 2,1 milhão de toneladas de banana (19º maior produtor do mundo);
- 1 milhão de toneladas de mamão (4º maior produtor do mundo);
- 1 milhão de toneladas de arroz;
- 644 mil toneladas de abacate (2º maior produtor do mundo);
- 407 mil toneladas de abacaxi;
- 403 mil toneladas de coco;
- 285 mil toneladas de óleo de palma;
- 160 mil toneladas de mandioca;
- 136 mil toneladas de laranja;
- 85 mil toneladas de cacau (9º maior produtor do mundo);
- 18 mil toneladas de café;
- 10 mil toneladas de tabaco;

Além de outras menores de outros produtos agrícolas como batata, limão, melão, cebola e inhame.

### Pecuária
Na pecuária, a República Dominicana produziu, em 2019: 354 mil toneladas de carne de frango; 79 mil toneladas de carne suína; 64 mil toneladas de carne bovina; 916 milhões de litros de leite de vaca, entre outros.

## Setor secundário

### Indústria

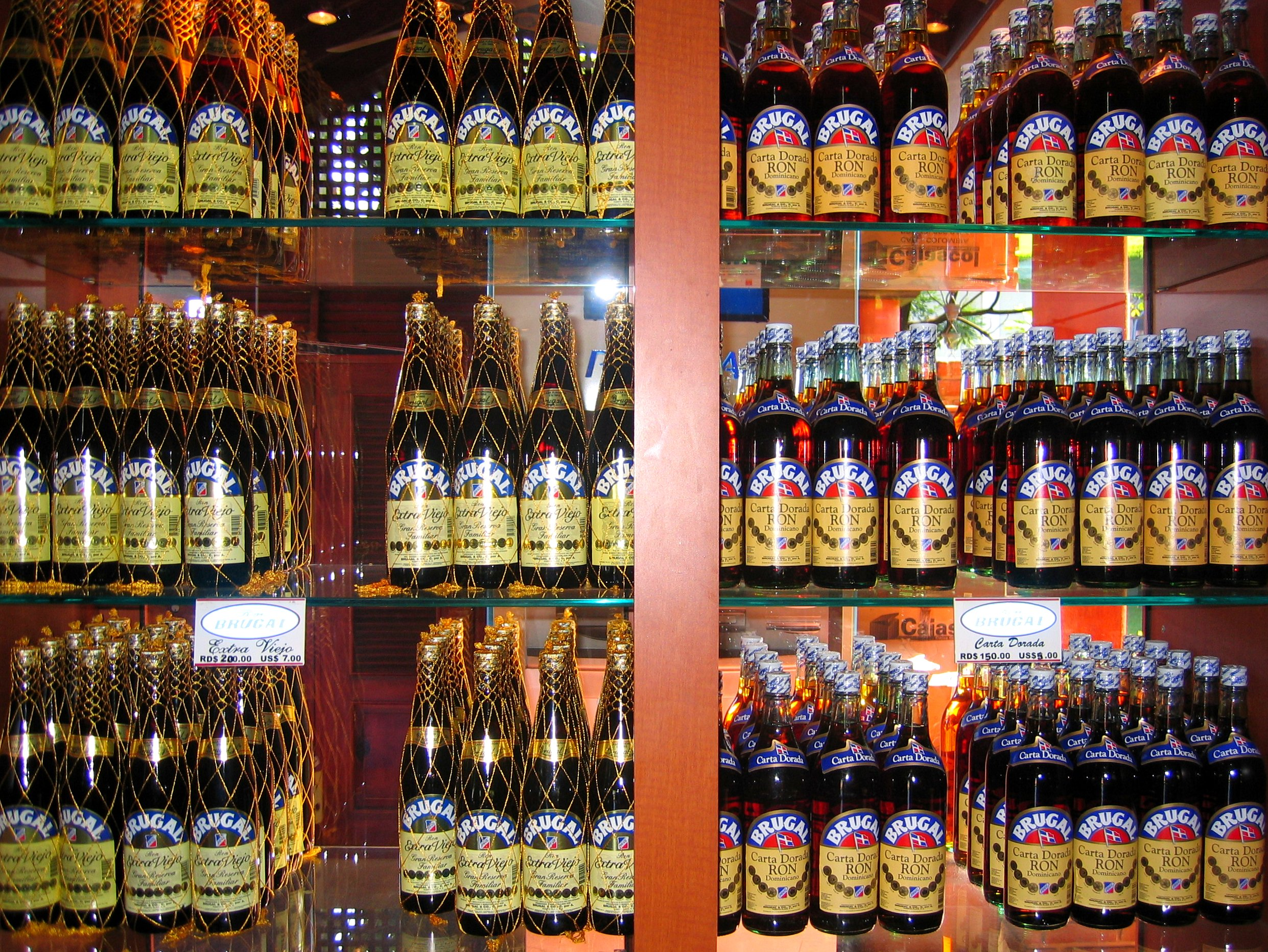
O rum é um dos produtos mais exportados pelo país

O Banco Mundial lista os principais países produtores a cada ano, com base no valor total da produção. Pela lista de 2018, a República Dominicana tinha a 65ª indústria mais valiosa do mundo (US $ 12,2 bilhões).
Em 2019, o país não produzia veículos. Em 2019 não estava entre os 40 maiores produtores de aço. Em 2018 produziu 515 milhões de litros de cerveja.

### Mineração
Em 2019, o país era o 9º maior produtor mundial de níquel.
O país tinha uma produção de ouro quase nula até 2011, onde cresceu exponencialmente. Em 2016 o país produziu quase 38 toneladas. O país tinha uma produção de prata quase nula até 2008, onde cresceu exponencialmente. Em 2017 o país produziu 147 toneladas.

#### Energia

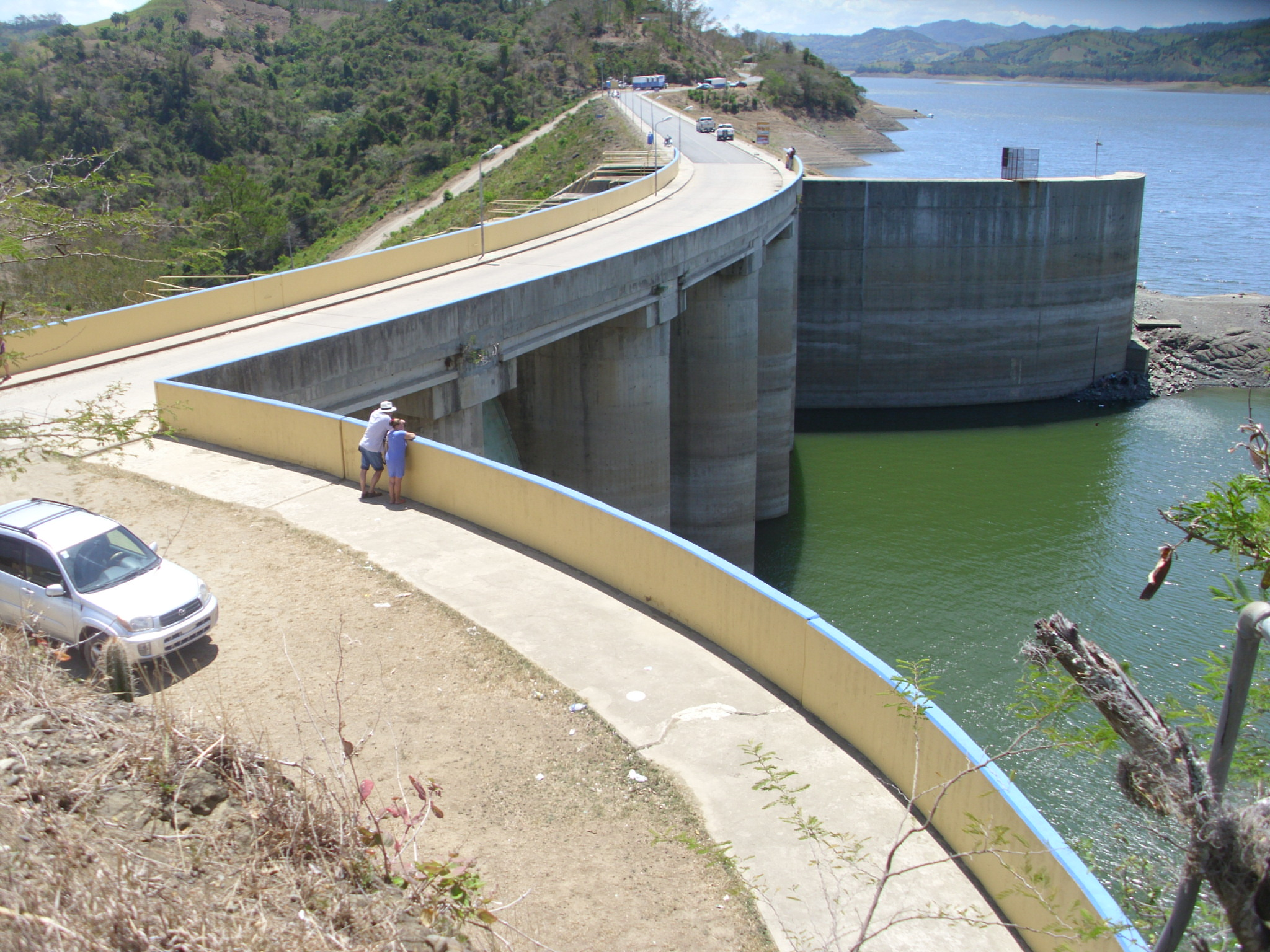
Hidroelétrica Tavera

Nas energias não-renováveis, em 2020, o país não produzia petróleo. Em 2011, o país consumia 122 mil barris/dia (72º maior consumidor do mundo). Em 2012, era o 64º maior importador do mundo (26,5 mil barris/dia). Em 2015, o país não produzia gás natural. O país não produz carvão.
Nas energias renováveis, em 2020, a República Dominicana era o 51º maior produtor de energia eólica do mundo, com 0,3 GW de potência instalada, e o 52º maior produtor de energia solar do mundo, com 0,3 GW de potência instalada.

## Setor terciário

### Turismo
Em 2018, a República Dominicana foi o 49º país mais visitado do mundo, com 6,5 milhões de turistas internacionais. As receitas do turismo, neste ano, foram de US $ 7,5 bilhões.